# Bahnhof Bremen-Blumenthal

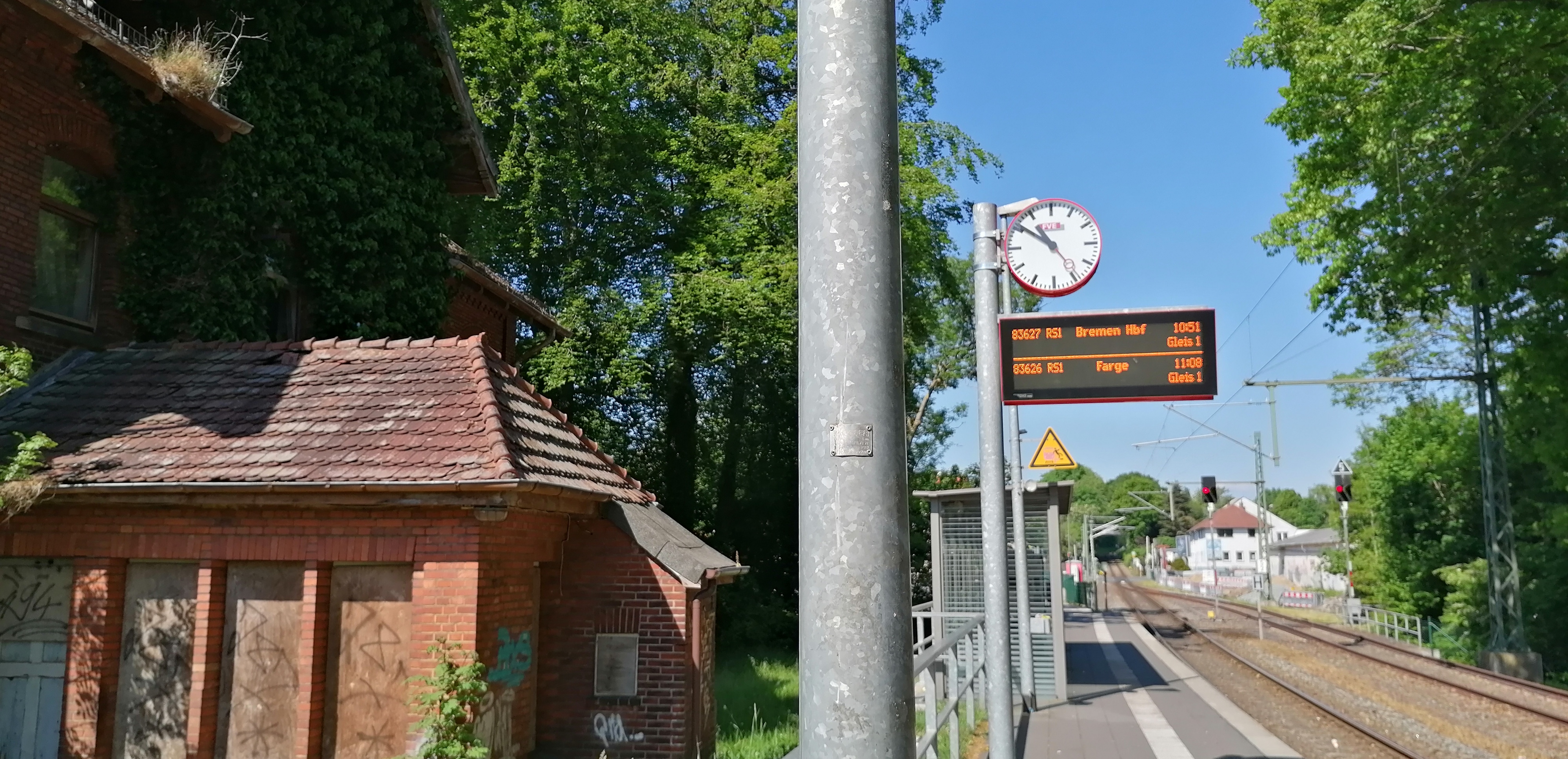
Bahnsteig

Der Bahnhof Bremen-Blumenthal ist ein Durchgangsbahnhof im Bremer Stadtteil Blumenthal. Das Empfangsgebäude von 1888 steht seit 2021 unter Bremer Denkmalschutz. Der Bahnhof befindet sich unweit des Zentrums des Stadtteils an der Landrat-Christians-Straße 86. Zum Bahnhof Bremen-Blumenthal gehört außerdem der Bahnhofsteil Klinikum mit einer weiteren Bahnstation für Fahrgäste. 

## Geschichte
Die bis zum 1. November 1939 selbständige preußische Gemeinde Blumenthal erlebte durch die 1883 gegründete Bremer Woll-Kämmerei (BWK) einen wirtschaftlichen Aufschwung, wodurch die Anzahl der Einwohner stark zunahm. 1888 wurde die Bahnstrecke Bremen-Farge–Bremen-Vegesack durch Blumenthal eröffnet. Im selben Jahr wurde auch das Empfangsgebäude des Bahnhofs Blumenthal im Auftrag der Farge-Vegesacker Eisenbahn errichtet. Es besitzt eine Rotsteinfassade und wird der Epoche des Historismus zugeordnet.
Aufgrund der zentralen Lage am ehemaligen Industriestandort verfügte der Bahnhof Bremen-Blumenthal ebenfalls über einen Güterschuppen für den Güterverkehr, welcher für die Bahnstrecke Farge-Vegesack über lange Jahre wichtiger war als der Personenverkehr. Vor allem durch Anschlussgleise, welche vom Bahnhof Bremen-Blumenthal ausgingen, unter anderem zur Bremer Woll-Kämmerei, zum Bremer Vulkan, die jeweils ausgedehnte Werksbahnnetze hatten, erhielt der Bahnhof Blumenthal eine wichtige Bedeutung im Netz.
Am 1. November 1961 wurde der Personenverkehr auf der Strecke vollständig eingestellt. Am 16. Dezember 2007 wurde der Personennahverkehr wiederaufgenommen. Durch die Umstiegsmöglichkeit zu den Bussen der BSAG entwickelte sich der Bahnhof zu einem wichtigen Umstiegspunkt für den ÖPNV in Bremen-Nord.
2020 wurden die Güterschuppen abgerissen und das Gelände neu bebaut. In dem neuen Gebäude befinden sich ein Bäckereicafé und eine Sparkassen-Filiale.

## Verkehr
Der Bahnhof wird von der Linie RS1 der Regio-S-Bahn Bremen/Niedersachsen bedient.
| Linie | Verlauf | Takt                                            |
| ----- | --- | ----------------------------------------------- |
| RS 1  | Bremen-Farge – Bremen Turnerstraße – Bremen Kreinsloger – Bremen Mühlenstraße – Bremen-Blumenthal – Bremen Klinikum Nord/Beckedorf – Bremen-Aumund – Bremen-Vegesack – Bremen-Schönebeck – Bremen-St. Magnus – Bremen-Lesum – Bremen-Burg – Bremen-Oslebshausen – Bremen-Walle – Bremen Hbf – Bremen-Sebaldsbrück – Bremen-Mahndorf – Achim – Baden (Kr Verden) – Etelsen – Langwedel – Verden (Aller) Stand: Fahrplanwechsel Dezember 2023 | 30 min 60 min (Bremen Hbf–Verden am Wochenende) |

| Linie | Endpunkt                                             | Verlauf | Takt |
| ----- | ---------------------------------------------------- | --- | ---- |
| 90    | Gröpelingen ↔ Neuenkirchen                           | Gröpelingen – Ritterhuder Heerstraße – Bf Burg – Stader Landstraße – Rotdornallee – Bf Lesum – Am Bf St. Magnus – Bf Schönebeck – Bf Vegesack – Bf Aumund – Bf Klinikum Bremen-Nord – Bf Blumenthal – Bf Farge – Heidstraße | 15   |
| 91    | Gröpelingen ↔ Rönnebeck                              | Gröpelingen – Bf Burg – Stader Landstraße – Stehnckenshoff – Lesum Park – Am Bf St. Magnus – Bf Schönebeck – Bf Vegesack – Bf Blumenthal – Bf Kreinsloger – Lüssum – Bf Turnerstraße – Buschdeel                            | 15   |
| 92    | Gröpelingen ↔ Rönnebeck                              | Gröpelingen – Riedemannstraße – Bf Burg – Stader Landstraße – Rotdornallee – Lesum Park – Am Bf St. Magnus – Bf Vegesack – Bf Blumenthal – Bf Kreinsloger – Lüssum – Bf Turnerstraße – Buschdeel                            | 15   |
| 94    | Marßel ↔ Bf Burg ↔ Schwanewede-Nord                  | Marßel – Bf Burg – Knoops Park – Bf Vegesack – Fährgrund – Bf Blumenthal – Bockhorn – Am Spreeken | 15   |
| 95    | Gröpelingen ↔ Bockhorn (oder Betriebshof Blumenthal) | Gröpelingen – Ritterhuder Heerstraße – Bf Burg – Stader Landstraße – Knoops Park – Grohn – Bf Vegesack – Bf Aumund – Bf Klinikum Bremen-Nord – Bf Blumenthal – Lüssum – Bockhorn/Landesgrenze (oder Betriebshof Blumenthal) | 15   |
| 96    | Ringverkehr Blumenthal                               | Ringlinie: Bf Blumenthal → Eggestedter Straße → Betriebshof Blumenthal → Am Fillerkamp → Eggestedter Straße → Bf Blumenthal                                                                                                 | 15   |